# Сварині
Свари́ні — село в Україні, у Сарненській міській громаді Сарненського району Рівненської області. Відповідно до Розпорядження Кабінету Міністрів України від 12 червня 2020 року № 722-р «Про визначення адміністративних центрів та затвердження територій територіальних громад Рівненської області» увійшло до складу Сарненської міської громади. Населення становить 71 осіб.

## Географія
Селом протікає річка Смуга і впадає у річку Вирку.

## Населення
За переписом населення 2001 року в селі мешкало 760 осіб.

### Мова
Розподіл населення за рідною мовою за даними перепису 2001 року:
| Мова       | Кількість | Відсоток |
| ---------- | --------- | -------- |
| українська | 779       | 99.74%   |
| російська  | 2         | 0.26%    |
| Усього     | 781       | 100%     |

## Відомі люди
Мороз Матвій Григорович народився 28 листопада 1824 року в селі Сварині Володимирецького району Рівненської області. В роки німецько-радянської війни воював на фронті. 8 травня 2006 року обірвалось життя ветерана німецько-радянської війни.

## Історія Сваринівської бібліотеки
Після проголошення перемоги Радянського Союзу у німецько-радянській війні в такому маленькому, віддаленому від цивілізації, поліському селі Сварині, було відкрито бібліотеку. Ніхто вже й не пам'ятає в якому році насправді — чи то в 1945 чи в 1947 році.
Невелика кількість книжок у хаті — читальні, пам'ятає чимало людей. На той час, та ще й в такому маленькому селі, хата ця була великою. Розмістилась тут не тільки бібліотека, а й клуб, де відпочивала молодь села.
Першим бібліотекарем в цій бібліотеці працювала дочка директора школи Головата Рая Іванівна. Рая старанно наводила порядок, створювала затишок у цій кімнаті з грубими стелажами, дубовими лавками і столами, зробленими сільськими майстрами.
У 1953 році дівчина вийшла заміж і виїхала. На зміну їй до бібліотеки прийшов працювати Сафоник Петро Васильович.
А в 1957 році в селі побудували новий клуб, який є і нині. То ж бібліотеку було перенесено до нового приміщення, де вона проіснувало до листопада 2002 року. Вже в новому приміщенні Петро Васильович працював не довго. На зміну прийшла молода дівчина, щойно закінчивши школу, Кривко Катерина Іванівна, яка пропрацювала в бібліотеці два роки і поїхала на навчання до університету в місто Львів.
В цей же час до села приїхала дівчина, яку направили після Дубнівського училища культури. Родом вона була також з Володимирецького району з села Озеро. Катерина Степанівна стала працювати в бібліотеці, а Петро Васильович працював завклубом. Катерина Степанівна була завжди привітною і люди любили з нею спілкуватися, звертались до неї за порадою, а вона в свою чергу до книжок. Так пропрацювала вона до 1965 року. Далі Катерина Степанівна пішла в декретну відпустку і виховувала своїх маленьких діточок. Та, на жаль, більше до бібліотеки вона не повернулася. А в грудні 1965 році бібліотеку прийняла Кривко Ніна Юріївна, яка пропрацювала в ній до листопада 2002 року.
У 1965 році читачі у бібліотеці було до 600 і примірників більше як 6000 екземплярів.
Десь в 70-х роках до бібліотеки було привезено новий інвентар: стелажі, столи, стільці. Бібліотека набула кращого вигляду.
Найбільше надходження літератури було у 80-х роках. Коли на рік надсилали десь по 10 посилок із кількістю 30-40 книжок. Звичайно, і зростало відвідування читачами бібліотеки. А ще надходило по 15 екземплярів газет і журналів. Був проведений телефон.
Та в 90-х роках надходження літератури поступово зменшувалося, періодики також стало надходити значно менше. Десь в 1996 році бібліотека стала працювати не повний робочий день, а з 1998 року по 2002 рік бібліотека працювала взагалі по дві години на день і бібліотекар мав дуже мізерну заробітну плату. У зв'язку з цим різко зменшилась кількість читачів і відвідування бібліотеки. Періодика майже не виписувалась, а якщо і виписували, інколи, то по одному-два екземпляри. Літератури надходило по 5-10 екземпляри, а ближче до 2000 року, взагалі, по 2-3 примірники.
В 2002 році в районі пройшла реорганізація мережі бібліотек. Бібліотеки шкільні об'єднали з бібліотеками сільськими. Ніна Юріївна пішла на заслужений відпочинок, а на зміну їй прийшла Салівоник Валентина Василівна.
Об'єднаний фонд становив 11180 примірників, з них 1560 — підручники. Читачів — 500, з них 150 дітей.
В бібліотеці тепло і це сприяє більш плідній праці і створенню затишку і комфорту. Бібліотекар-спеціаліст професійно зробив правильне розміщення фонду в шкільній бібліотеці. Розташування бібліотеки додало зручності і школярам і вчителю, які в будь-який момент можуть підібрати потрібну літературу. В публічно-шкільній бібліотеці проводяться різноманітні масові заходи: народознавчі години, літературні вечори, вечори-розваги, круглі столи, літературно-музичні композиції тощо. А ще, бібліотекар став працювати на повний посадовий оклад.
Бібліотека має комп'ютер, і це дає змогу проводити і удосконалювати новітні форми роботи — це слайдові презентації, робота з електронними носіями, електронними каталогом тощо.